# Улица Карла Маркса (Минск)

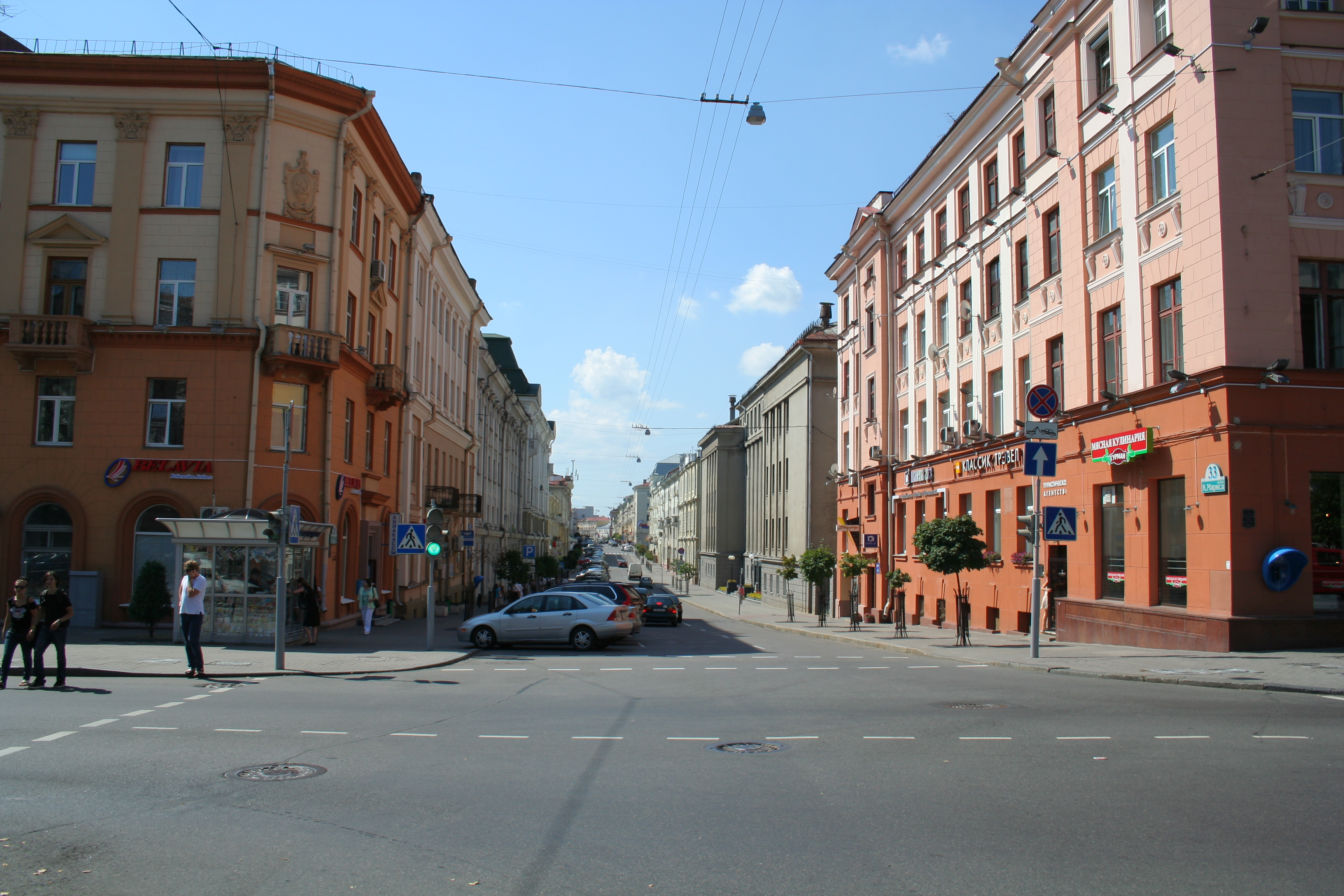
Вид на улицу Карла Маркса со стороны улицы Ленина

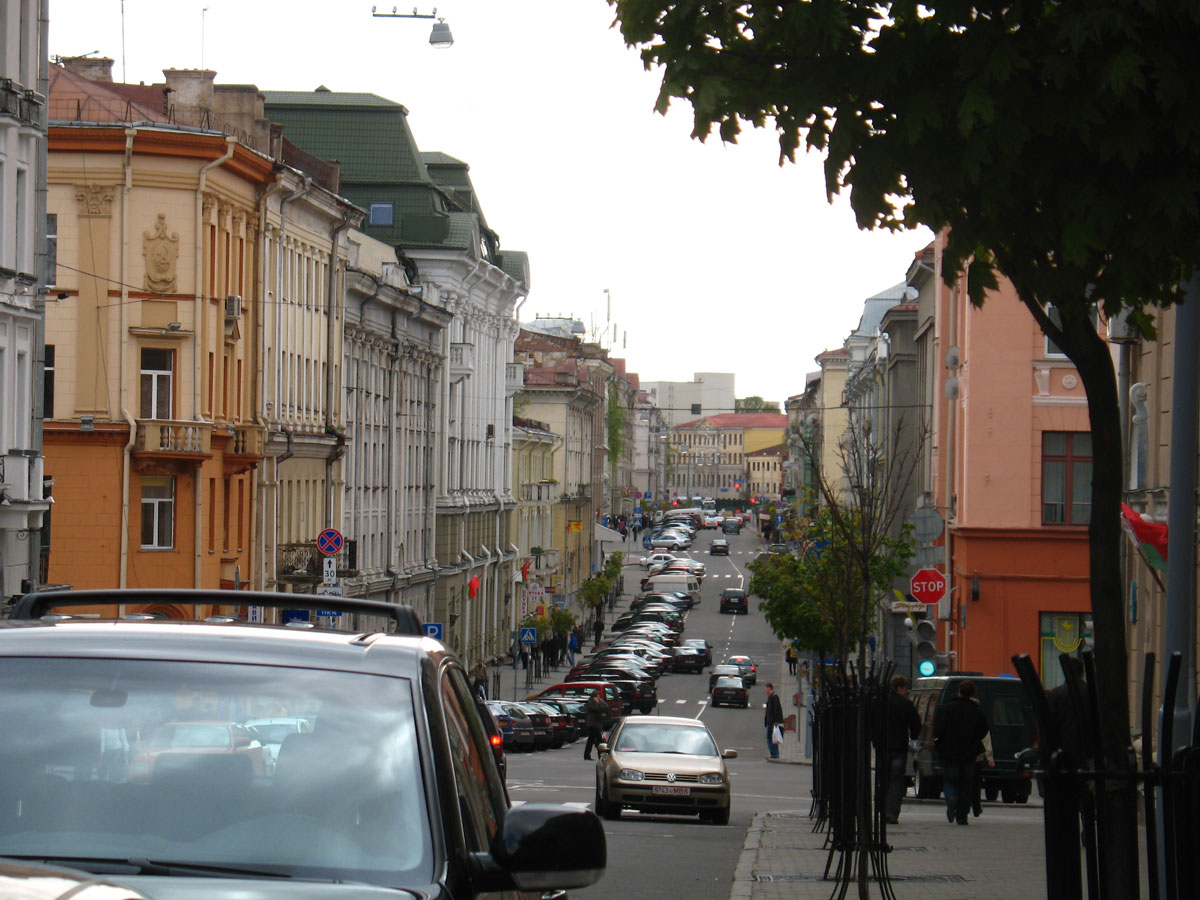
Вид на начало улицы

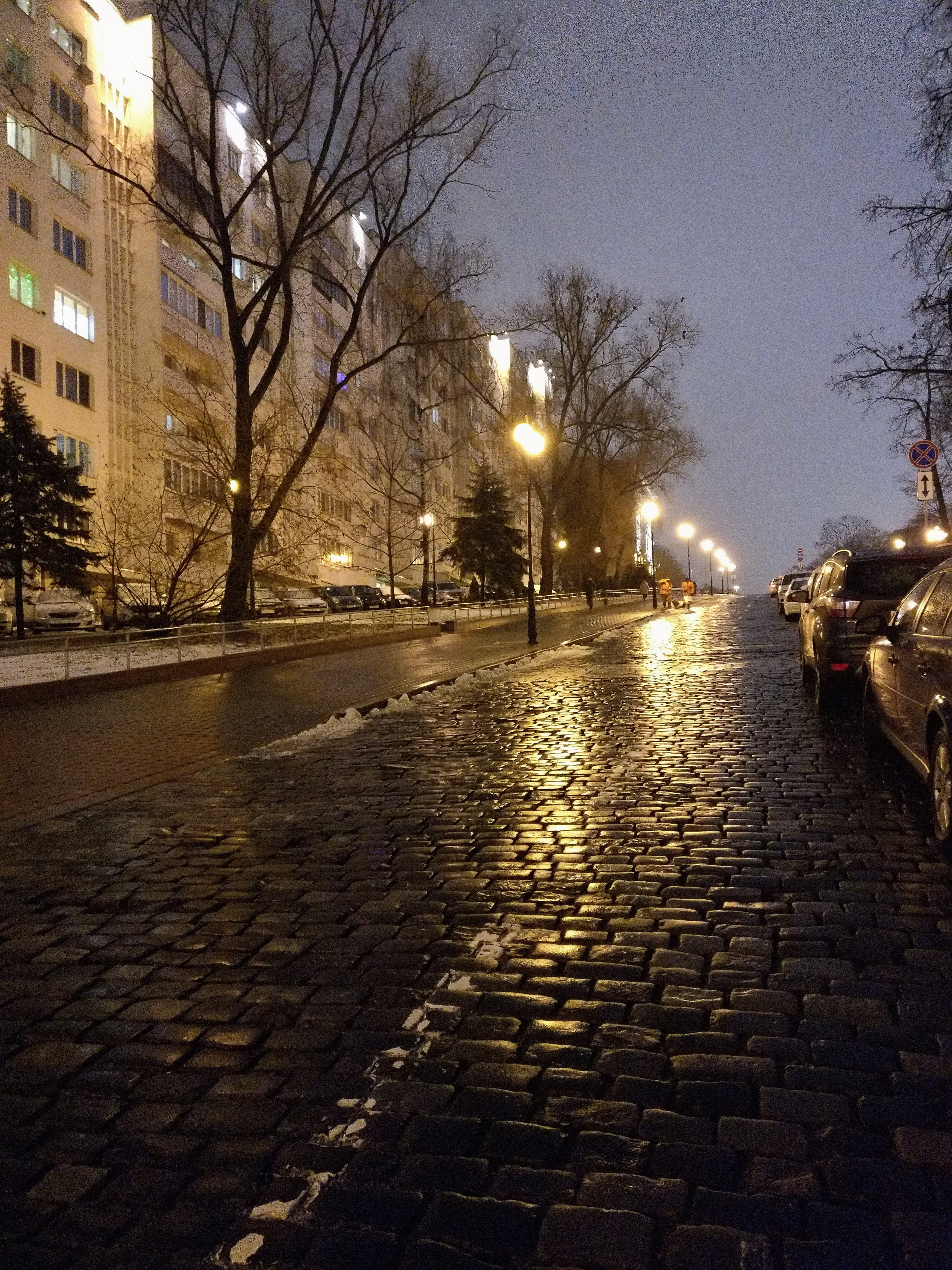
Вид на конец улицы со стороны улицы Янки Купалы

Улица Ка́рла Ма́ркса (бел. Вуліца Карла Маркса) — улица в центральной части Минска, в Ленинском районе; названа в честь Карла Маркса. До 1922 года называлась улицей Свердлова, ранее также называлась Подгорной и улицей Новый Рынок.

## Расположение
Проходит в Ленинском районе Минска от границы с Московским и Октябрьским районами до границы с Партизанским районом. Начинается от улицы Свердлова, заканчивается улицей Янки Купалы. Проходит практически параллельно проспекту Независимости и улице Кирова. Пересекает улицы:
- Володарского,
- Комсомольскую,
- Ленина,
- Энгельса,
- Красноармейскую.

Рядом с улицей Карла Маркса расположены станции метрополитена «Площадь Ленина», «Купаловская» и «Октябрьская».

## Движение транспорта
Движение транспорта на значительной части улицы одностороннее. Общественный транспорт по улице не ходит.
«По субботам — воскресеньям улица Карла Маркса должна стать пешеходной, начиная примерно с 9 мая», — поручил мэр столицы руководству администрации Ленинского района. Он уточнил, что такая схема организации движения должна быть сезонной и работать в мае-августе.

## Здания и достопримечательности
Нумерация домов — от улицы Свердлова. Большинство зданий 4-х и 5-этажные и построены в 1930-е годы и в первое послевоенное десятилетие. На улице расположены:
- «Дом народной милиции»[~ 1]
- Национальный исторический музей (бывший Национальный музей истории и культуры)[~ 2],
- Институт государственной службы Академии управления при Президенте Республики Беларусь[~ 3],
- Музей связи РУП "Белтелеком" (здание Мариинской женской гимназии)[~ 4],
- филологический и экономический факультет Белорусского государственного университета (здание Минской высшей партийной школы)[~ 5],
- Конституционный Суд[~ 6],
- Посольство Великобритании[~ 7],
- Администрация Президента Республики Беларусь, Управление делами Президента Республики Беларусь[~ 8].

На пересечении с улицей Энгельса находится Национальный академический театр имени Янки Купалы, на пересечении с улицей Красноармейской — Центральный Дом офицеров. Между ними на улицу Карла Маркса выходит Александровский сквер.

## Адреса
1. ↑  ул. Карла Маркса, 5
2. ↑  ул. Карла Маркса, 12
3. ↑  ул. Карла Маркса, 22
4. ↑  ул. Карла Маркса, 29
5. ↑  ул. Карла Маркса, 31
6. ↑  ул. Карла Маркса, 32
7. ↑  ул. Карла Маркса, 37
8. ↑  ул. Карла Маркса, 38